# L'Ami américain
Pour plus de détails, voir Fiche technique et Distribution.
L'Ami américain (Der Amerikanische Freund) est un film franco-allemand réalisé par Wim Wenders, sorti en 1977.

## Synopsis
Jonathan Zimmermann, encadreur et restaurateur de tableaux, vit à Hambourg avec sa femme Marianne et leur jeune fils Daniel. Depuis un certain temps, Zimmermann sait qu'il est atteint de leucémie, mais son état semble être stable. Lors d'une vente aux enchères de tableaux, Zimmermann fait la connaissance de Tom Ripley, un trafiquant de contrefaçons qui fait la navette entre New York et Hambourg. Ripley apprend la maladie de Zimmermann. Il en parle à l'un de ses contacts dans le milieu criminel, le français  Raoul Minot. Celui-ci va proposer à Zimmermann de commettre un meurtre à Paris, en contrepartie d'une importante somme d'argent qui lui permettrait d'assurer une certaine sécurité financière à sa femme dans le cas de sa mort prématurée des suites de sa maladie. Zimmermann finit par accepter, et à partir de ce moment-là les choses se compliquent.

## Fiche technique
Sauf indication contraire, les informations mentionnées dans cette section peuvent être confirmées par la base de données cinématographiques IMDb,  présente dans la section « Liens externes ».
- Titre français : L'Ami américain
- Titre original : Der Amerikanische Freund
- Titre anglophone : The American Friend
- Réalisation : Wim Wenders, assisté d'Emmanuel Clot
- Scénario : Wim Wenders, d'après les romans Ripley s'amuse et Ripley et les Ombres[1] de Patricia Highsmith
- Production : Wim Wenders et Renée Gundelach
- Musique : Jürgen Knieper
- Photographie : Robby Müller
- Premier assistant opérateur : Edward Lachman
- Montage : Peter Przygodda
- Décors : Heidi Lüdi et Toni Lüdi
- Costumes : Isolde Nist
- Budget : 3 000 000 DEM (estimation)
- Pays d'origine :  Allemagne de l'Ouest,  France
- Langues originales : allemand, anglais, français
- Format : couleur
- Genre : Drame et thriller
- Durée : 126 minutes
- Dates de sortie[2] :
  - Allemagne de l'Ouest : 24 juin 1977
  - États-Unis : 26 septembre 1977 (sortie limitée)
  - France : 1977
- Film interdit aux moins de 12 ans lors de sa sortie en France

## Distribution
- Dennis Hopper (VF : Sady Rebbot) : Tom Ripley
- Bruno Ganz : Jonathan Zimmermann
- Lisa Kreuzer : Marianne Zimmermann
- Nicholas Ray : Derwatt
- Gérard Blain : Raoul Minot
- Lou Castel : Rodolphe
- Samuel Fuller : le mafieux américain
- Daniel Schmid : Ingraham
- Peter Lilienthal : Marcangelo
- Jean Eustache : l'homme amical

## Production

### Développement
Le film est basé sur Ripley s'amuse et sur quelques éléments de Ripley et les Ombres, deux romans de Patricia Highsmith. Wenders introduit dans la trame du thriller le thème des relations familiales et amicales qui sont parmi ses préoccupations principales.

### Choix des interprètes
Wim Wenders a fait jouer dans le film certains de ses amis réalisateurs : Dennis Hopper, Gérard Blain, Nicholas Ray, Samuel Fuller, Daniel Schmid, Jean Eustache, Peter Lilienthal.

### Tournage
Le tournage a lieu en Allemagne (Hambourg, Grünwald, Munich), en France (Paris, Hôpital américain de Paris, La Défense, Neuilly-sur-Seine) ainsi qu'à New York.

## Hommage
Wim Wenders a voulu faire apparaître le journal Libération où était annoncée la mort d'Henri Langlois auquel le film est dédié. On peut le voir dans les mains d'Ingraham (Daniel Schmid), la première cible de Zimmermann (Bruno Ganz) dans le métro.

## Tom Ripley au cinéma
Plusieurs autres acteurs ont interprété au cinéma le rôle de Tom Ripley :
- 1960 : Alain Delon dans Plein Soleil de René Clément, d'après Monsieur Ripley
- 1999 : Matt Damon dans Le Talentueux Mr. Ripley (The Talented Mr. Ripley) d'Anthony Minghella, d'après Monsieur Ripley
- 2002 : John Malkovich dans Ripley s'amuse (Ripley's Game) de Liliana Cavani, d'après le roman Ripley s'amuse
- 2005 : Barry Pepper dans Mr. Ripley et les Ombres (Ripley Under Ground) de Roger Spottiswoode, d'après Ripley et les Ombres